# Florianturm

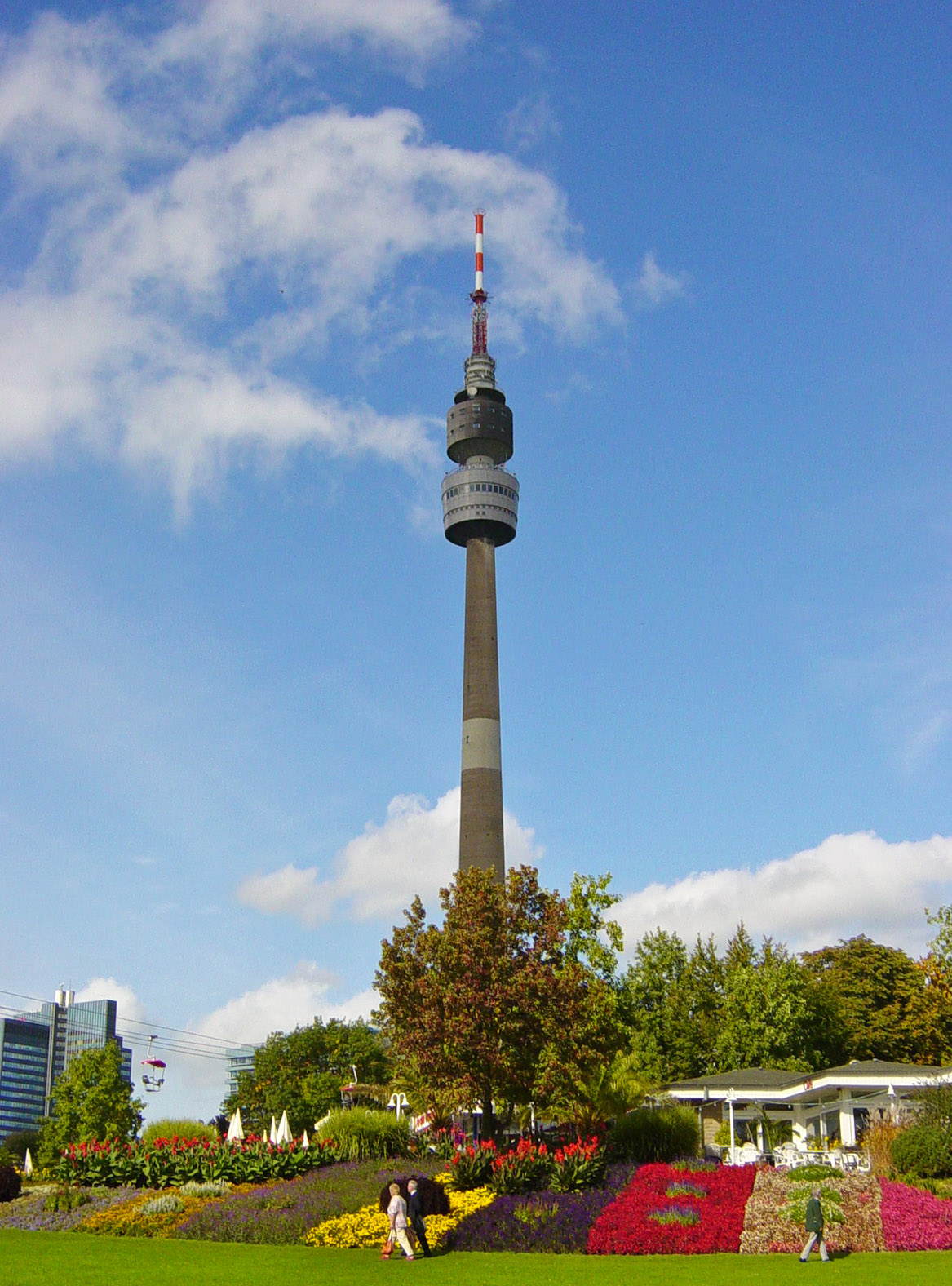
Florianturm

Florianturm (Florian Tower) – wieża widokowa i telewizyjna w Dortmundzie, kraju związkowym Nadrenia Północna-Westfalia, w Niemczech.

## Informacje ogólne
Wieża została otwarta w 1959 roku. W 1996 i 1998 roku została odnowiona. W roku 2000 górną platformę przystosowano do skoków na bungee. W dniu 7 września 2004 roku, nastąpiła wymiana systemu antenowego z pomocą śmigłowca (celem przystosowania do obsługi standardu DVB).
Oryginalnie o wysokości 220,5 m. Aktualnie – 208,56 m.

### Platformy widokowe
Na wysokości ok. 142 m (466 stóp) oraz ok. 145 m (476 stóp) istnieją dwie platformy widokowe.